# 西大路隆修
西大路 隆修（にしおおじ たかのり、1834年9月13日（天保5年8月11日） - 1895年（明治28年）12月18日）は、日本の子爵。西大路家の第20代当主。父は西大路隆枝。養父は西大路隆意。

## 生涯
右近衛権中将・西大路隆枝とその妻で権大納言・池尻暉房の娘・保子の長男として生まれる。1884年（明治17年）より子爵となる。叔父である西大路隆意の養子となり、西大路家の家督を継いだ。
私生活では小森頼之の娘である小森万寿子と結婚し、2女を儲けた。養子に竹屋光昭の四男である西大路吉光を迎え、家督は吉光が継いだ。
1895年（明治28年）、死去。

## 系譜
- 養父：西大路隆意
- 父親：西大路隆枝
- 母親：池尻保子 - 池尻暉房の娘。
- 妻：小森万寿子 - 小森頼之の四女。
  - 長女：玉山理子 - 玉山尊弘夫人。
  - 次女：木下𤡩子 - 木下隆禧夫人。
  - 養子：西大路吉光 - 竹屋光昭の四男。
  - 養子：西大路真光 - 藤島助順の息子。